# Labyrinthulomycetes
Division
Classe
Les Labyrinthulomycetes (ICBN) ou Labyrinthulea (ICZN) sont une classe de protistes du supergroupe des Stramenopile, qui produisent un réseau ectoplamisque, de filaments ou de tubes, dont les cellules se servent pour absorber des éléments nutritifs et le long desquels elles glissent. Il y a deux groupes principaux, les labyrinthulides et les thraustochytrides. Ce sont des êtres essentiellement marins, généralement sous forme de parasites sur des algues ou des décomposeurs de matériel végétal mort. Leur groupe comprend aussi des parasites d'invertébrés marins.
Bien qu'ils soient situés en dehors des cellules, les filaments sont dotés d'une membrane. Ils se forment et se connectent au cytoplasme par une organelle unique nommée un « bothrosome » par Porter (1969), ou « sagenogenetosome » par Perkins (1972),. Les cellules sont à noyau unique et typiquement en forme d'œuf, et se déplacent le long du réseau amorphe à des vitesses entre 5-150 µm par minute. Les cellules des labyrinthulides sont renfermées dans les tubes alors que, chez les thraustochytrides, elles sont attachées à leurs côtés.

## Classification
À l'origine, les labyrinthulomycètes furent classés par Whittaker (1969) sous l'embranchement désuet[réf. nécessaire] des Labyrinthulomycota. On les considérait comme des moisissures visqueuses inhabituelles, bien qu'ils ne ressemblent pas beaucoup aux autres moisissures amiboïdes (placées au sein des Mycétozoaires ou bien au sein des Myxomycètes,). La structure de leurs semences (zoospores) et en plus des études génétiques démontrent qu'ils sont un groupe primitif d'hétérokontées, mais leur classification n'est toujours pas résolue.
Ils étaient anciennement positionnés au sein des Fungi et étudiés comme tels par des biologistes marins,,.
Cavalier-Smith les considérait comme des chromistes hétérocontes hétérotrophes et les rangeait, en 1997, au sein du phylum des Sagenista.
Puis, ses réflexions sur la classification phylogénétique évoluant, il les classait, en 2010, dans le phylum des Bigyra.
Au sein du règne des Chromista, la classe n'a que deux ordres, les Labyrinthulales et les Thraustochytriales.
D'autres biologistes ont une vision différente de la taxinomie du vivant et les considèrent comme un phylum qu'ils placent dans le super-groupe des Stramenopila.
Le comité Adl et al. (2012) de la Société internationale des protistologistes entérine le taxon Labyrinthulomycetes Dick 2001, placé au sein des Stramenopiles Patterson 1989.

## Liste des ordres
Selon AlgaeBase (12 septembre 2022) et World Register of Marine Species (12 septembre 2022) :
- Labyrinthulida Lankester , 1877
- Thraustochytriida Sparrow, 1973

Selon NCBI (17 février 2024) :
- Amphifilida
- Amphitremida
- Labyrinthulida
- Oblongichytrida

## Systématique
Le nom correct complet (avec auteur) de ce taxon est Labyrinthulea Olive ex Cavalier-Smith, 1986.